# Phyllodytes auratus
Phyllodytes auratus är en groddjursart som först beskrevs av George Albert Boulenger 1917.  Phyllodytes auratus ingår i släktet Phyllodytes och familjen lövgrodor. Inga underarter finns listade i Catalogue of Life.